# رنگین‌کمان ماهی شرقی
رنگین‌کمان ماهی شرقی (Melanotaenia splendida splendida)، زیرگونه‌ای از ماهیان خانواده (Melanotaeniidae) و بومی کشور استرالیا است.